# Jardines del río Blanco
Los Jardines del río Blanco ( en inglés : White River Gardens) es un Invernadero-jardín botánico de 3.3 acres de extensión, ubicado como parte integrante del White River State Park, en Indianápolis, Indiana. 

## Localización
Ubicado adyacente al Zoo de Indianapolis. 
White River Gardens, 1200 West Washington Street Indianapolis, Marion county, Indiana United States of America-Estados Unidos de América. 
Planos y vistas satelitales.39°46′00″N 86°10′34″O / 39.76667, -86.17611
Los jardines son de acceso libre al público en general.

## Historia
Los jardines fueron abiertos al público en junio de 1999.

## Colecciones
Contienen más de 1000 variedades de plantas, además de exposiciones especiales. De 2000 a 2010, también incluía un conservatorio de mariposas lleno de plantas y una gran variedad mariposas en vuelo. La exhibición de mariposas se interrumpió en el 2011.
Entre sus jardines temáticos se encuentran:
- DeHaan Tiergarten
- Fairbanks Virginia Sun Garden,
- Polly Horton Hix Garden Design,
- Knot Garden,
- Ornamental Allee,
- Ruth Lilly Garden Shade,
- Allen W. Clowes Water Garden,
- Indianapolis Garden Club Heritage Garden,
- Efroymson Wedding Garden
- Hilberet Conservatory, en el invernadero acristalado Hilbert se realizan cuatro exposiciones de temporada al año. El invernadero es de 5.000 metros cuadrados de superficie y 65 metros de altura, e incluye un nivel de entrepiso de 12-pies de alto. Con su forma brillante visible en el cielo nocturno, el Conservatorio es un complemento arquitectónico al horizonte de la ciudad. Alberga exóticas palmeras y plantas ornamentales dentro de este ambiente tropical. En el interior, la fuente central del escultor Dale Enochs. Hay también pequeños estanques con peces. El invernadero está nombrado en honor de los arquitectos del proyecto, Stephen and Tomisue Hilbert.
- Rotonda Bud Schaefer con el mural de 360° "Midwestern Panorama" ("Panorama del Medio Oeste") ejecutado por el muralista Andrew Reid, este mural con temas de jardinería es una de las piezas más impresionantes e importantes del arte público en el estado.